# Juan Manuel Gómez Robledo
Juan Manuel Gómez-Robledo Verduzco (*Ciudad de México, 5 de marzo de 1959) es un abogado y diplomático mexicano. Actualmente funge como Juez de la Corte Internacional de Justicia en el periodo 2024-2033.  
Previamente fue Representante Permanente Alternode México ante la Organización de las Naciones Unidas, embajador de México ante la República Francesa, concurrente ante el Principado de Mónaco, y Subsecretario de Relaciones Exteriores para Asuntos Multilaterales y Derechos Humanos. Entre 2012 y 2022 fue miembro de la Comisión de Derecho Internacional de las Naciones Unidas, fungiendo como relator especial para la aplicación provisional de los tratados.  
En su calidad de Consultor Jurídico de la Secretaría de Relaciones Exteriores, el embajador Gómez Robledo fue Agente de México ante la Corte Internacional de Justicia en el caso "Avena y otros nacionales mexicanos (México v. Estados Unidos)". 
En marzo de 2024 fue nombrado Embajador eminente de México.

## Estudios y vida académica
En 2018 obtuvo el grado de Doctor en Derecho, por la Universidad Nacional Autónoma de México. 
Se graduó en 1980 de la Licenciatura en Derecho en la Universidad de París I. En 1982, obtuvo el grado de Maestro en Derecho Internacional por la Universidad de París X; en ese mismo año, obtuvo su Maestría en Relaciones Internacionales por el Instituto de Estudios Políticos de París.
De 1984 a 1986, se desempeñó como Profesor de Derecho Internacional en la Universidad Panamericana en la Ciudad de México. A partir de esa fecha, colaboró como Abogado asociado del Bufete Noriega y Escobedo en la Ciudad de México. De 1992 a 1993 fue profesor de Derecho Internacional Público en El Colegio de México. Además, ha impartido cátedra en la Universidad Iberoamericana, la Universidad de Panamá. Es autor de múltiples textos especializados en materia de derecho internacional. Sus artículos han sido publicados en la Revista Mexicana de Política Exterior, Foreign Affairs Latinoamérica, el Instituto de Investigaciones Jurídicas de la UNAM, entre otros. 
En 2018 publicó el libro "La práctica del Consejo de Seguridad después de la Guerra Fría y la interpretación de la Carta de las Naciones Unidas", bajo el sello de la editorial Tirant lo Blanch.

## Carrera diplomática
El Embajador Gómez Robledo es miembro de carrera del Servicio Exterior Mexicano desde 1988 y en 2001 ascendió al rango de Embajador de México. De 1988 a 1990, fungió como Oficial Jurídico de la Oficina de Asuntos Jurídicos de las Naciones Unidas. En 1992, ocupó el cargo de Asesor del Secretario de Relaciones Exteriores, Fernando Solana. En 1993, se desempeñó como Coordinador de Asesores del Subsecretario para América del Norte, el embajador Andrés Rozental. En 1994 ocupó el cargo de Secretario Particular del secretario de Relaciones Exteriores, embajador Manuel Tello. De 1995 a 1998 fungió como consejero de Asuntos Humanitarios y de Desarme en la Misión Permanente de México ante los Organismos Internacionales con sede en Ginebra. De 1998 a noviembre de 2000 se desempeñó como representante Permanente Alterno de México ante la Organización de los Estados Americanos en Washington D. C. 
Fue Consultor Jurídico de la Secretaría de Relaciones Exteriores de México de 2000 a 2004. Bajo este cargo representó a México ante la Corte Internacional de Justicia en el Caso Avena y otros nacionales mexicanos (México c. Estados Unidos de América). Encabezó la solicitud de México a la Corte Interamericana de Derechos Humanos para emitir una Opinión Consultiva sobre la “Condición Jurídica y Derechos de los Migrantes Indocumentados” (O.C. 18). Asimismo, estuvo a cargo de la promoción del Estatuto de Roma que creó la Corte Penal Internacional. 
De marzo de 2004 a diciembre de 2006 fungió como representante Permanente Alterno de México ante la Organización de las Naciones Unidas. En diciembre de 2006, fue nombrado Subsecretario para Asuntos Multilaterales y Derechos Humanos. En 2012 fue ratificado en su cargo, el cual ocupó por casi 9 años hasta septiembre de 2015. De diciembre de 2015 a mayo de 2021 fue Embajador de México ante la República Francesa y de manera concurrente ante el Principado de Mónaco.
De septiembre de 2021 a noviembre de 2023 fue Representante Permanente Alterno de México ante la Organización de las Naciones Unidas en Nueva York. 
En la elección del 9 de noviembre de 2023 el embajador Gómez Robledo fue electo para el cargo de Juez de la Corte Internacional de Justicia para el periodo 2024-2033. El embajador Gómez Robledo fue el candidato más votado en dichas elecciones, al recibir 143 votos en la Asamblea General y 13 votos en el Consejo de Seguridad. En esa elección también fueron electos Bogdan-Lucian Aurescu (Rumanía), Sarah Hull Cleveland (Estados Unidos), Dire Tladi (Sudáfrica) y Hillary Charlesworth (Australia), quien resultó reelecta.
En marzo de 2024 el embajador Gómez Robledo fue nombrado Embajador eminente de México.  

### Nombramientos en el ámbito multilateral
- En 2006, fue elegido Presidente de la Sexta Comisión durante el 61 período de sesiones de la Asamblea General de las Naciones Unidas.[8]

- Fue Presidente del Foro Mundial sobre Migración y Desarrollo de 2010 entre el 8 de diciembre de 2009 y el 30 de octubre de 2010, aportando su experiencia y conocimiento en el tema.[9]

- En 2011, fue elegido miembro de la Comisión de Derecho internacional de las Naciones Unidas, para el periodo de 1 de enero de 2012 a 31 de diciembre de 2016.[10] Posteriormente fue reelecto para otro periodo que concluirá en 2022.
- Como miembro de la Comisión de Derecho Internacional fungió como Relator Especial para el tema "Aplicación provisional de los tratados” y elaboró una guía que fue adoptada por la Sexta Comisión y, posteriormente, por la Asamblea General de la ONU.